# ناحیه فردن، شهرستان هوبارد، مینه سوتا
ناحیه فردن (به انگلیسی: Farden Township) یک منطقهٔ مسکونی در ایالات متحده آمریکا است که در شهرستان هابارد، مینه‌سوتا واقع شده‌است.
 ناحیه فردن ۹۳٫۷ کیلومتر مربع مساحت و ۹۹۴ نفر جمعیت دارد و ۴۰۸ متر بالاتر از سطح دریا واقع شده‌است.